# Jean-Claude Bozga
Jean-Claude Adrimer Bozga (født 1. juni 1984 i Galati) er en rumænsk tidligere fodboldspiller og -træner, der senest var træner for  Slagelse B&I i Danmark. Han har tidligere spillet for FC Vestsjælland, HB Køge og Ishøj IF.
Bozga har desuden spillet for Dunărea Galați, Petrolul Ploiești, Concordia Chiajna og Minsk.